# Les Hautes-Rivières
Les Hautes-Rivières (en wallon et en ardennais Les Rivires [lɛ riviːr]) sont une commune française située dans le département des Ardennes, en région Grand Est.
La commune se compose des villages des Hautes-Rivières, Sorendal, Failloué, Linchamps et la Neuville-aux-Haies. Ses habitants s'appellent les « Hauts-Riverains ».
C'est dans cette commune frontalière de la Belgique, arrosée par la Semoy, que se situe le point culminant en France du massif ardennais de par le versant méridional de la Croix-Scaille dont le sommet s'élève à 504 mètres.

## Géographie

### Le point culminant français du massif ardennais
Cette commune au territoire étendu est située sur le versant méridional du plateau de la Croix-Scaille qui culmine sur la frontière entre la France et la Belgique à 504 mètres et constitue le sommet du massif ardennais en France, le point culminant des Ardennes étant situé en Belgique au site du signal de Botrange 694 m. Le côté français de ce point culminant est occupé par le Bois des Haies, forêt domaniale qui est dépendance de la vaste forêt de Château Regnault où cette dernière longe les vallées pittoresques aux méandres profonds de la Semois et de la Meuse entre Les Hautes-Rivières, en amont, et Monthermé, en aval.

### Une commune frontalière avec la Belgique
Les Hautes-Rivières sont une commune frontalière avec la Belgique dont la majeure partie de la frontière est occupée par de profondes forêts de feuillus, constituées principalement de hêtres, chênes et charmes, et de pins (épicéas) dont celle du Bois des Haies, au nord du territoire communal. Cette frontière, entièrement boisée dans toute sa longueur, part du versant méridional du sommet franco-belge de la Croix-Scaille, au nord de la commune, et s'infléchit brusquement vers le sud-est, après le passage du petit ruisseau de Saint-Jean qui traverse la frontière et qui a donné son nom au bois de Saint-Jean, dans la partie belge (commune de Gedinne), jusqu'aux méandres de la rivière Semois.

### Communes limitrophes
| Thilay | Gedinne ( Belgique) | Gedinne ( Belgique)           |
| Thilay | Hautes-Rivières     | Vresse-sur-Semois ( Belgique) |
| Thilay | Gespunsart          | Vresse-sur-Semois ( Belgique) |

### Hydrographie
La commune est dans le bassin versant de la Meuse au sein du bassin Rhin-Meuse. Elle est drainée par la Semoy, le ruisseau de St-Jean, le ruisseau de l'Ours, le ruisseau du Houru, le ruisseau du Corbeau et le ruisseau de Marotel,.
La Semoy, d'une longueur de 24 km, prend sa source dans la commune de Tailly et se jette  dans la Meuse à Monthermé, après avoir traversé cinq communes.

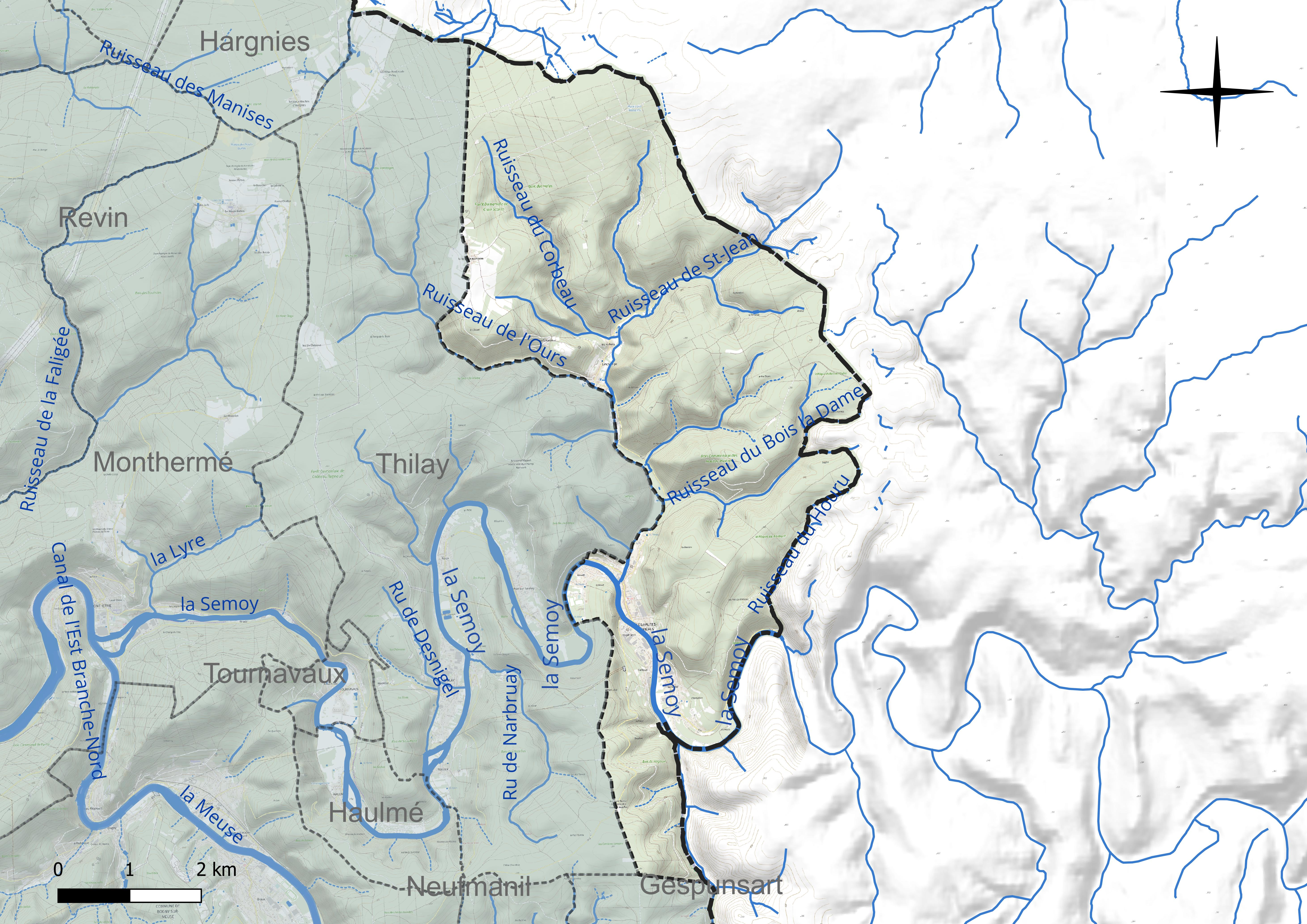
Réseau hydrographique des Hautes-Rivières.

### Climat
Pour des articles plus généraux, voir Climat du Grand Est et Climat des Ardennes.
En 2010, le climat de la commune est de type climat de montagne, selon une étude du Centre national de la recherche scientifique s'appuyant sur une série de données couvrant la période 1971-2000. En 2020, Météo-France publie une typologie des climats de la France métropolitaine dans laquelle la commune est exposée à un climat océanique altéré et est dans la région climatique Lorraine, plateau de Langres, Morvan, caractérisée par un hiver rude (1,5 °C), des vents modérés et des brouillards fréquents en automne et hiver.
Pour la période 1971-2000, la température annuelle moyenne est de 9,4 °C, avec une amplitude thermique annuelle de 15,4 °C. Le cumul annuel moyen de précipitations est de 1 070 mm, avec 14,2 jours de précipitations en janvier et 10 jours en juillet. Pour la période 1991-2020, la température moyenne annuelle observée sur la station météorologique de Météo-France la plus proche, « Charleville-Méz. », sur la commune de Charleville-Mézières à 15 km à vol d'oiseau, est de 9,9 °C et le cumul annuel moyen de précipitations est de 928,4 mm. 
La température maximale relevée sur cette station est de 39,2 °C, atteinte le 25 juillet 2019 ; la température minimale est de −17,5 °C, atteinte le 1er janvier 1997,,.
Les paramètres climatiques de la commune ont été estimés pour le milieu du siècle (2041-2070) selon différents scénarios d'émission de gaz à effet de serre à partir des nouvelles projections climatiques de référence DRIAS-2020. Ils sont consultables sur un site dédié publié par Météo-France en novembre 2022.

## Urbanisme

### Typologie
Au 1er janvier 2024, Les Hautes-Rivières sont catégorisées commune rurale à habitat dispersé, selon la nouvelle grille communale de densité à 7 niveaux définie par l'Insee en 2022.
Elle est située hors unité urbaine et hors attraction des villes,.

### Occupation des sols
L'occupation des sols de la commune, telle qu'elle ressort de la base de données européenne d’occupation biophysique des sols Corine Land Cover (CLC), est marquée par l'importance des forêts et milieux semi-naturels (93,1 % en 2018), en diminution par rapport à 1990 (94,5 %). La répartition détaillée en 2018 est la suivante : 
forêts (93,1 %), zones agricoles hétérogènes (3,2 %), zones industrielles ou commerciales et réseaux de communication (2 %), zones urbanisées (1,7 %). L'évolution de l’occupation des sols de la commune et de ses infrastructures peut être observée sur les différentes représentations cartographiques du territoire : la carte de Cassini (XVIIIe siècle), la carte d'état-major (1820-1866) et les cartes ou photos aériennes de l'IGN pour la période actuelle (1950 à aujourd'hui).

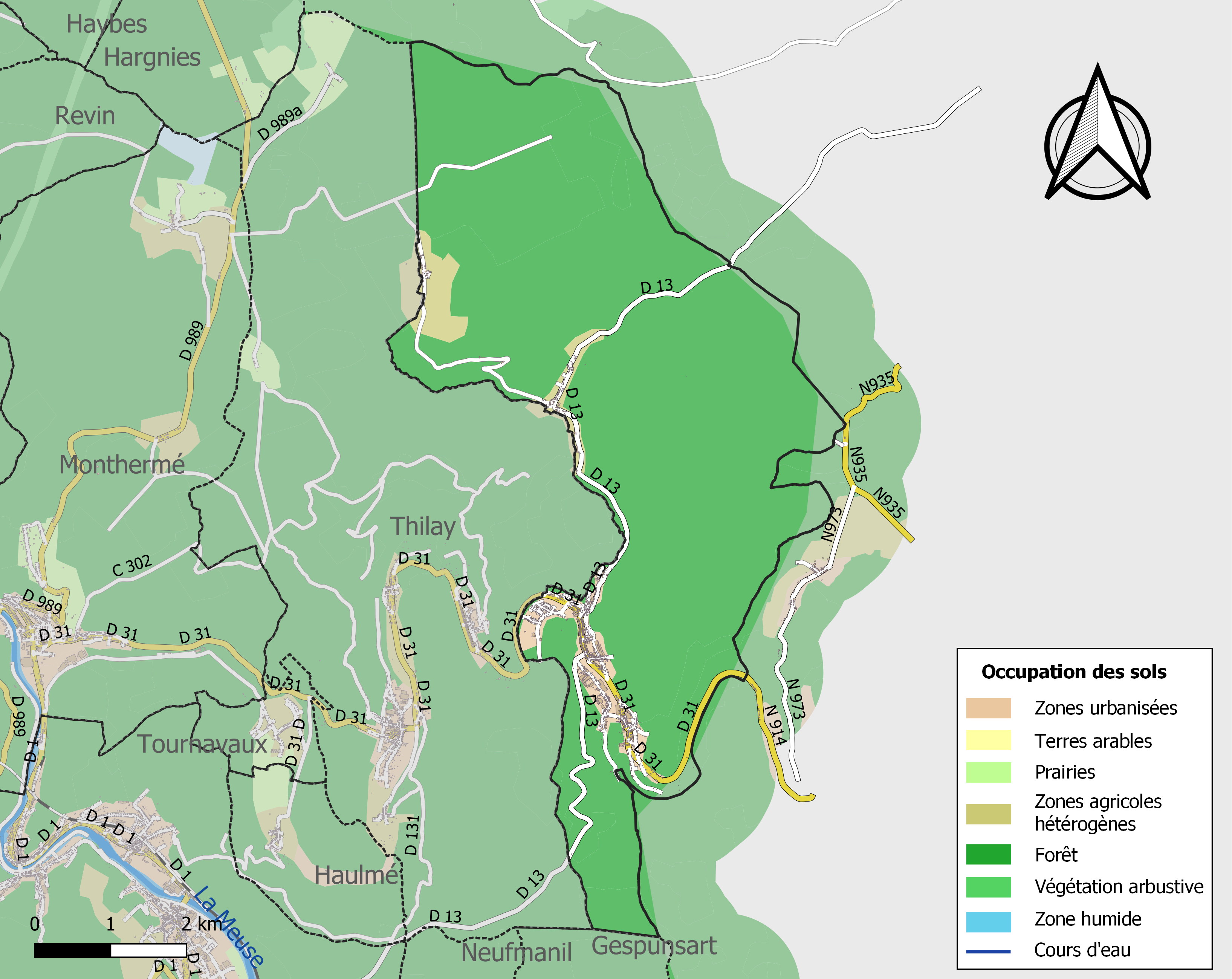
Carte des infrastructures et de l'occupation des sols de la commune en 2018 (CLC).

## Histoire
Avant la Première Guerre mondiale, la commune des Hautes-Rivières se nommait « Trigne ».

### Exode des habitants
Au cours de la Seconde Guerre mondiale, entre le 10 et 15 mai 1940, les habitants des Hautes-Rivières sont dirigés vers Noirmoutier-en-l'Île, L'Herbaudière, L'Épine et La Barre-de-Monts.

## Économie
La métallurgie est l'activité principale de la commune qui perdure depuis des siècles, comme en témoigne la présence depuis le XVIe siècle d'une forge et d'un bas-fourneau à Linchamps. 

## Politique et administration

### Liste des maires
| Période   | Période   | Identité         | Étiquette    | Qualité  |
| --------- | --------- | ---------------- | ------------ | -------- |
| mars 2001 | mars 2008 | Michel Daumont   |              |          |
| mars 2008 | mars 2014 | Francis Raphenne | DVG          |          |
| mars 2014 | juin 2020 | Gino Bigiarini   | DVD          | Retraité |
| juin 2020 | En cours  | Denis Disy       | LR puis CNIP |          |

La commune des Hautes-Rivières a adhéré à la charte du parc naturel régional des Ardennes, à sa création en décembre 2011.

## Démographie
L'évolution du nombre d'habitants est connue à travers les recensements de la population effectués dans la commune depuis 1793. Pour les communes de moins de 10 000 habitants, une enquête de recensement portant sur toute la population est réalisée tous les cinq ans, les populations de référence des années intermédiaires étant quant à elles estimées par interpolation ou extrapolation. Pour la commune, le premier recensement exhaustif entrant dans le cadre du nouveau dispositif a été réalisé en 2006.

En 2022, la commune comptait 1 253 habitants, en évolution de −16,85 % par rapport à 2016 (Ardennes : −2,97 %, France hors Mayotte : +2,11 %).
| 1793 | 1800  | 1806  | 1821  | 1831  | 1836  | 1841  | 1846  | 1851  |
| ---- | ----- | ----- | ----- | ----- | ----- | ----- | ----- | ----- |
| 985  | 1 024 | 1 094 | 1 278 | 1 594 | 1 680 | 1 823 | 1 926 | 1 995 |

| 1866  | 1872  | 1876  | 1881  | 1886  | 1891  | 1896  | 1901  | 1906  |
| ----- | ----- | ----- | ----- | ----- | ----- | ----- | ----- | ----- |
| 2 022 | 2 077 | 2 133 | 2 184 | 2 099 | 2 001 | 2 009 | 1 946 | 2 147 |

| 1911  | 1921  | 1926  | 1931  | 1936  | 1946  | 1954  | 1962  | 1968  |
| ----- | ----- | ----- | ----- | ----- | ----- | ----- | ----- | ----- |
| 2 282 | 2 070 | 2 011 | 1 996 | 1 898 | 1 551 | 1 749 | 1 990 | 2 091 |

| 1975  | 1982  | 1990  | 1999  | 2006  | 2011  | 2016  | 2021  | 2022  |
| ----- | ----- | ----- | ----- | ----- | ----- | ----- | ----- | ----- |
| 2 320 | 2 354 | 2 077 | 1 949 | 1 781 | 1 608 | 1 507 | 1 318 | 1 253 |

## Culture locale et patrimoine

### Lieux et monuments
La roche Margot et la croix de Jésus constituent un point de vue sur le village des Hautes-Rivières. Le Bois des Haies est le point culminant des Ardennes.
- Église Saint-Jean-Baptiste des Hautes-Rivières.
- Chapelle de la Neuville aux Haies.
- Chapelle Notre-Dame-de-Liesse des Hautes-Rivières.
- Chapelle Sainte-Anne de Linchamps.

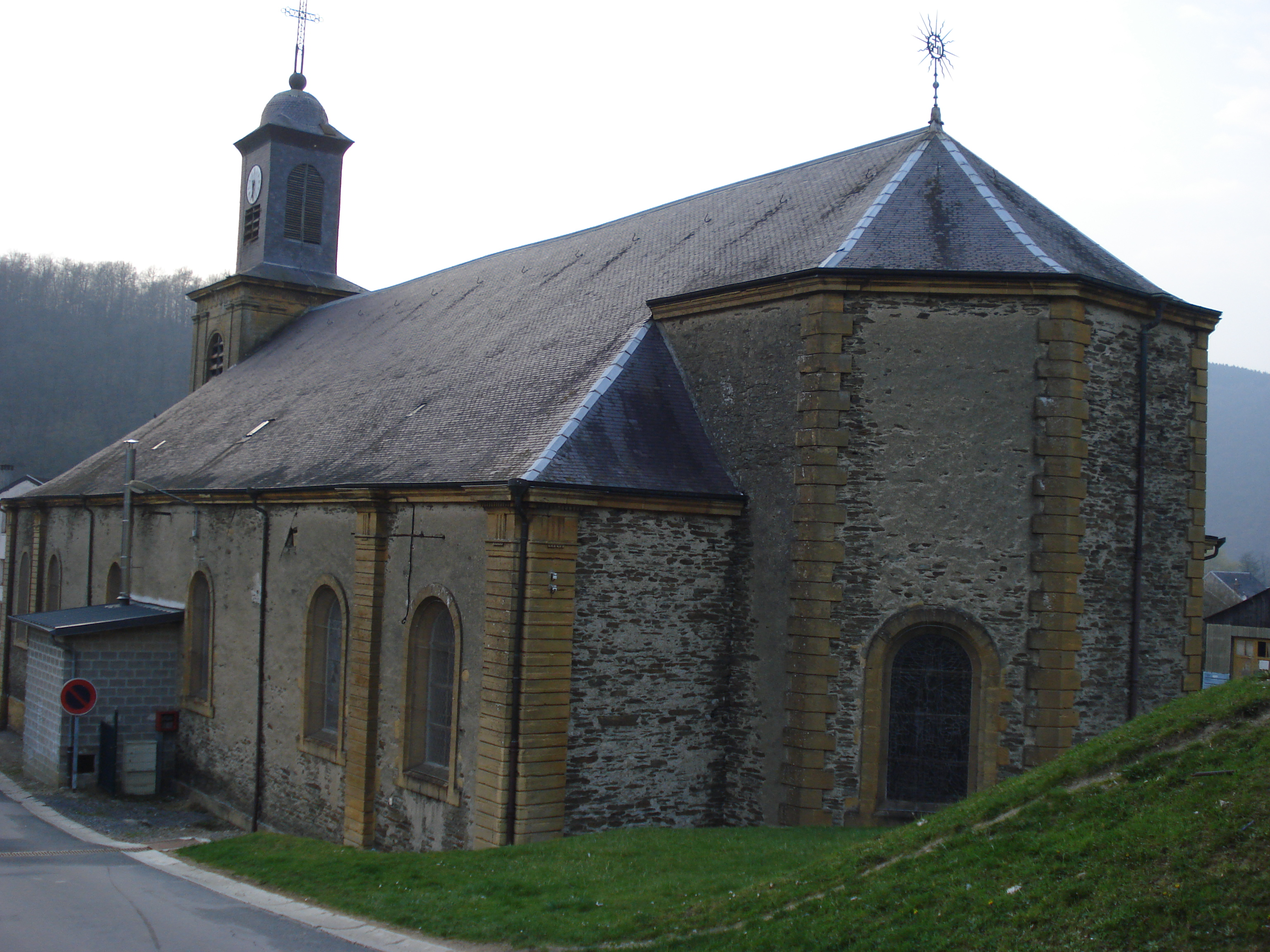
L'église des Hautes-Rivières.
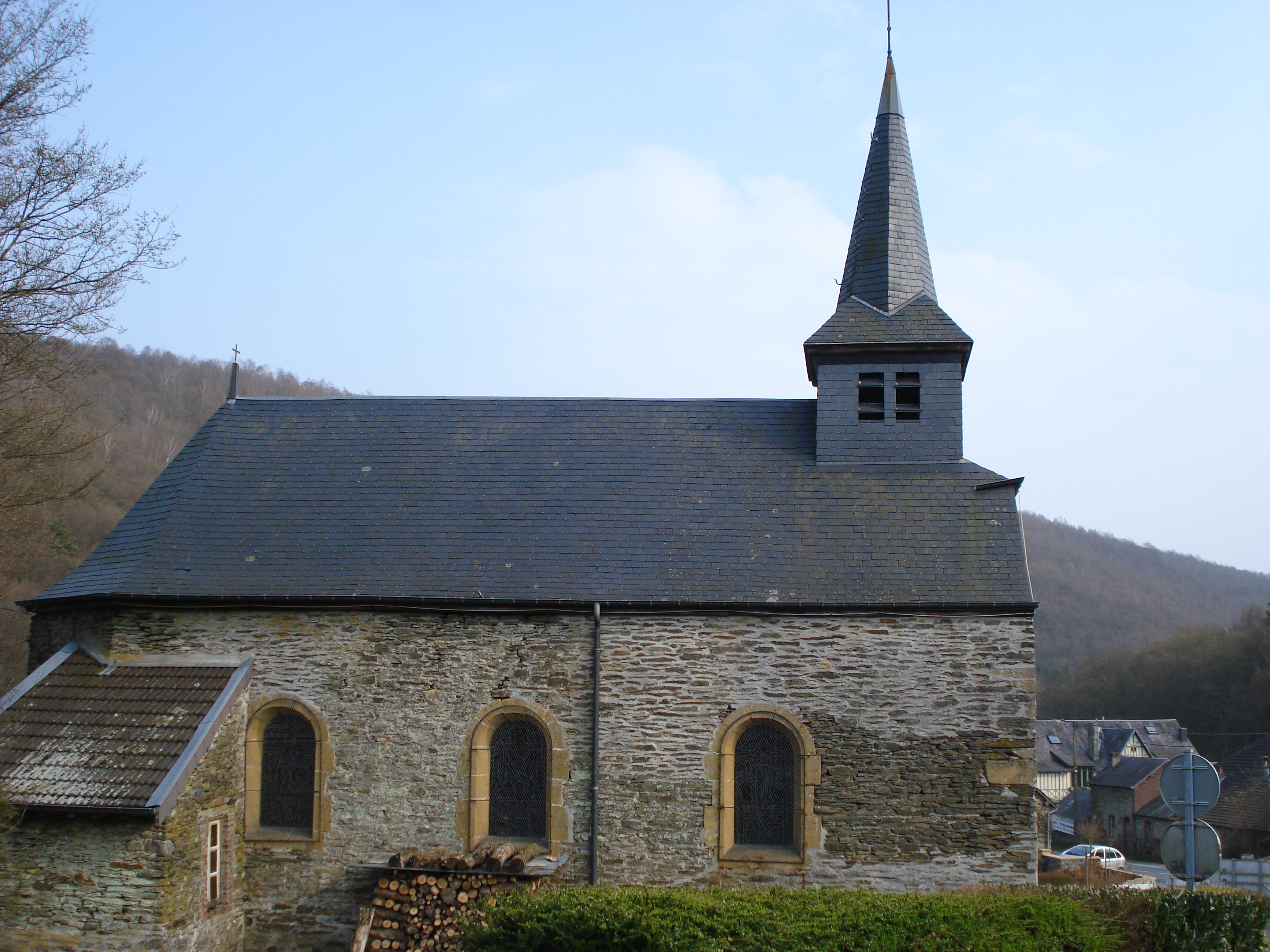
L'église de Linchamps.
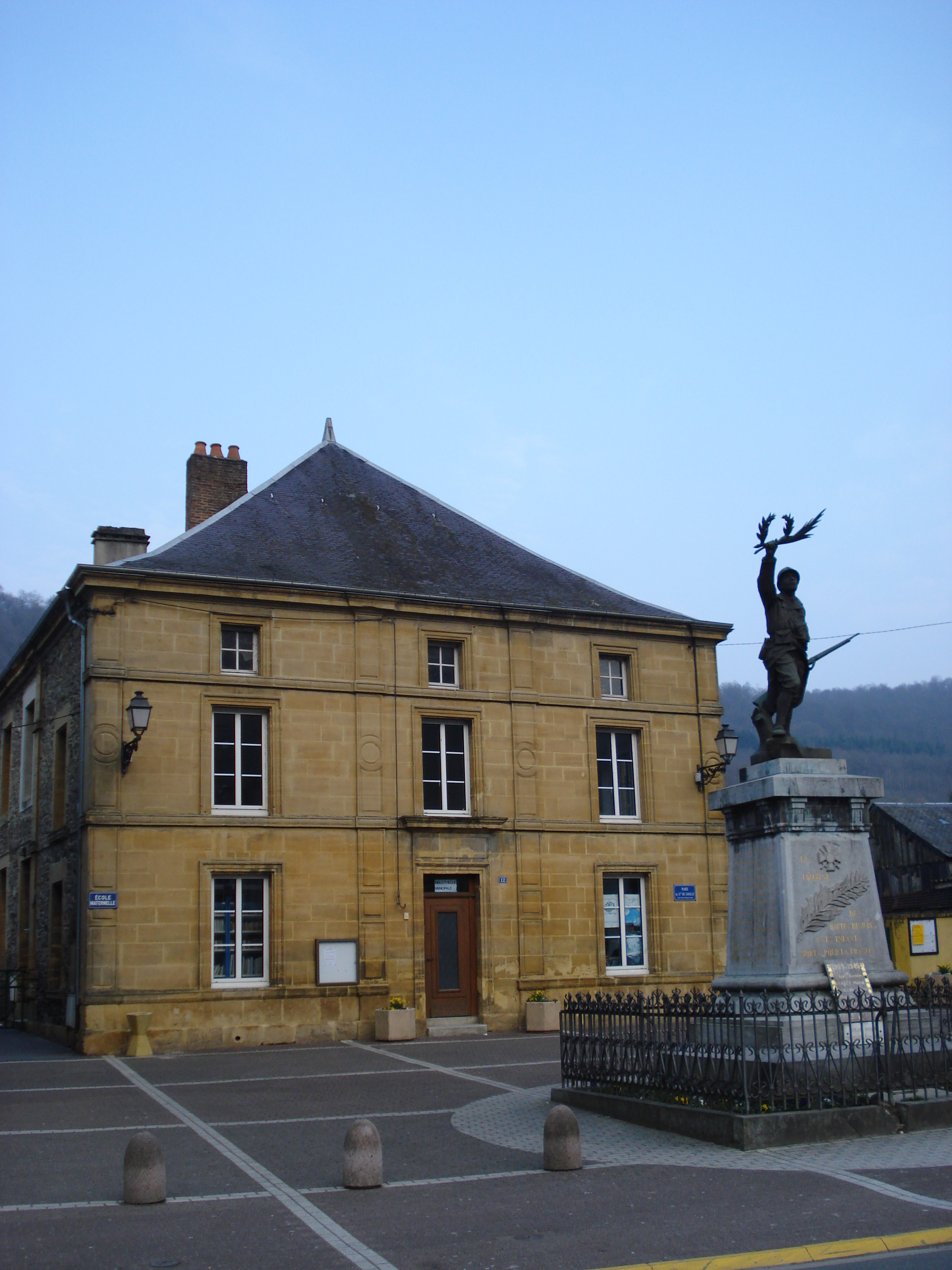
L'école et le monument aux morts.
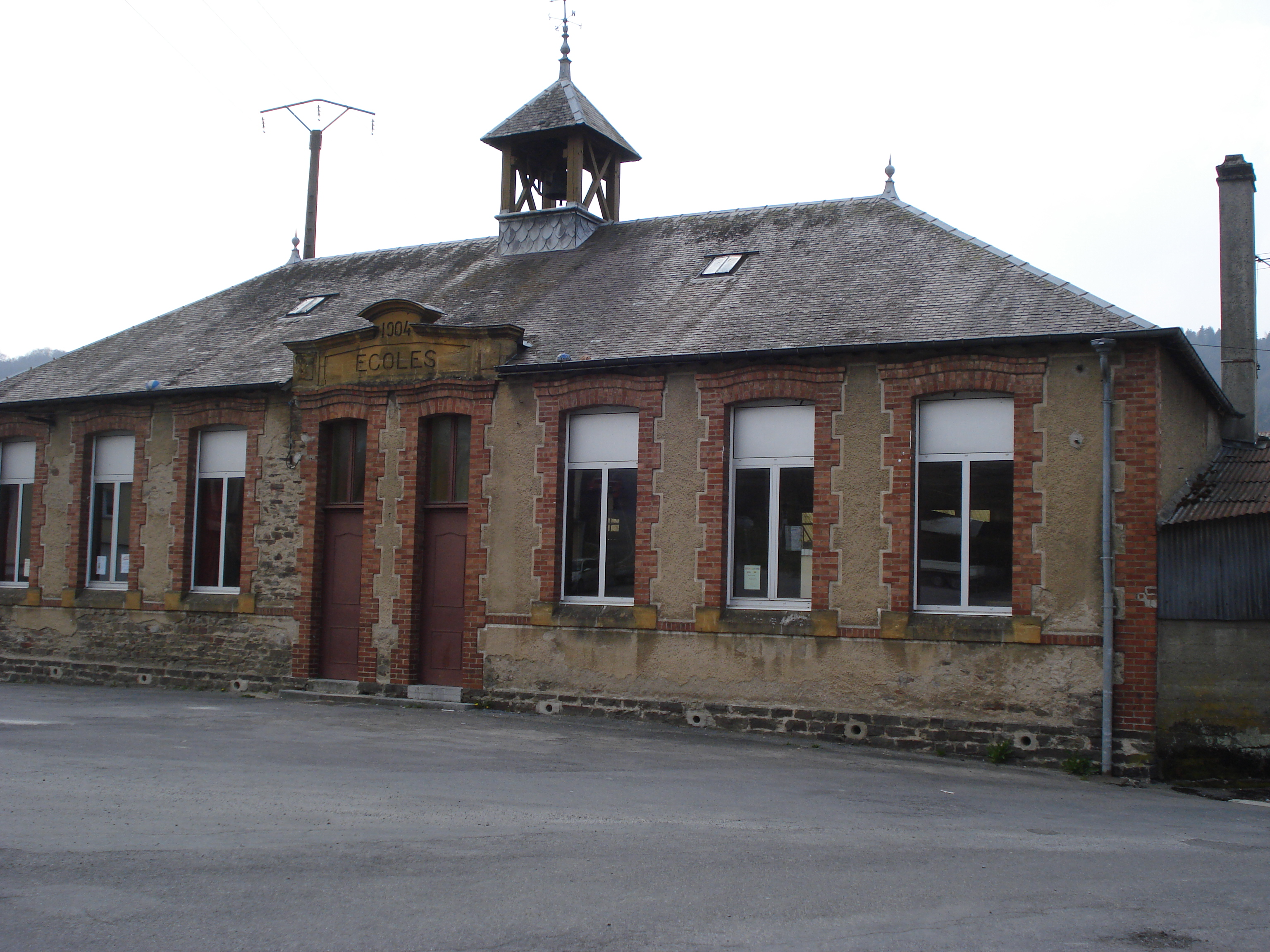
L'ancienne école de Sorendal.
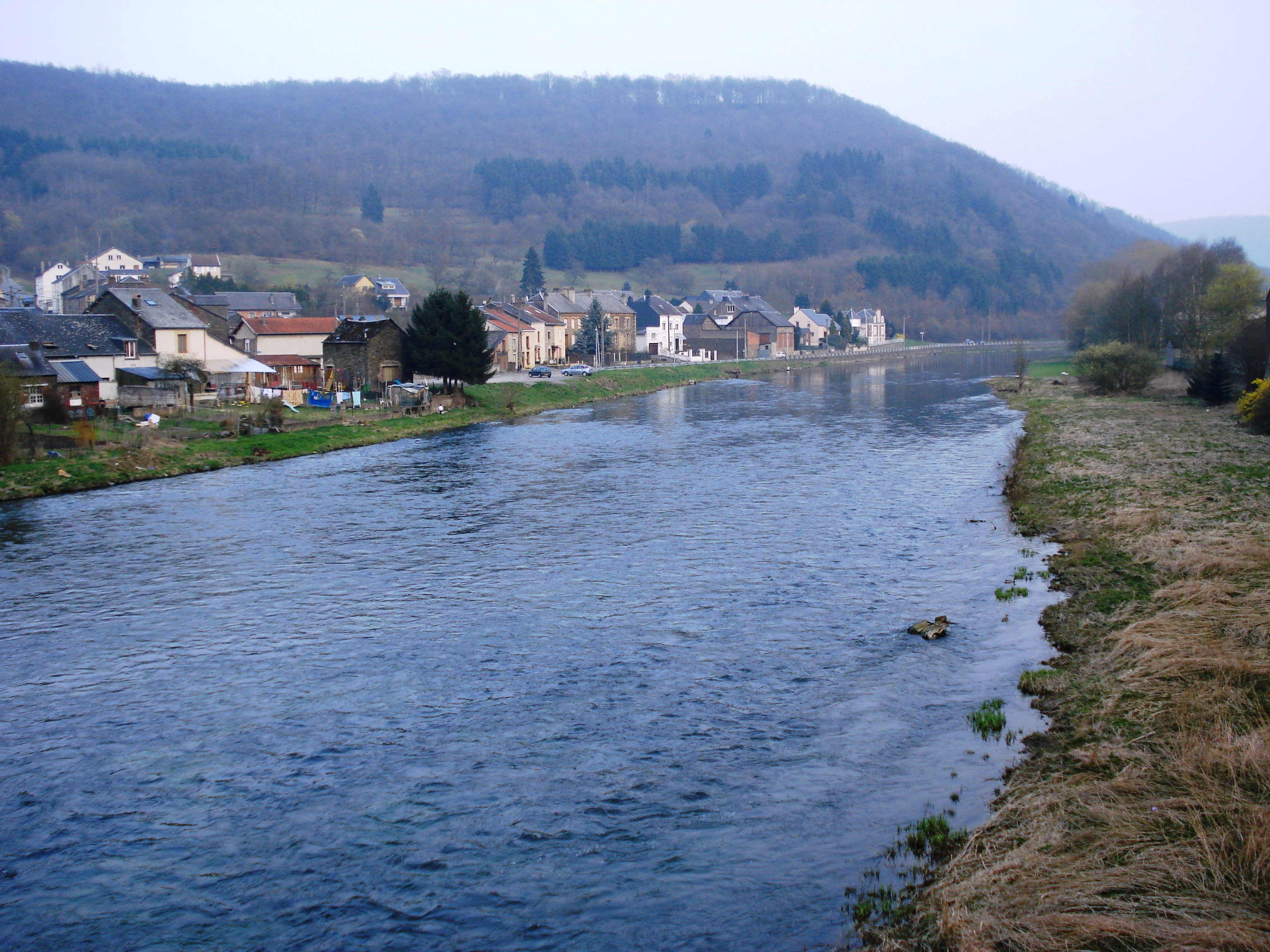
Le Semoy (Semois).
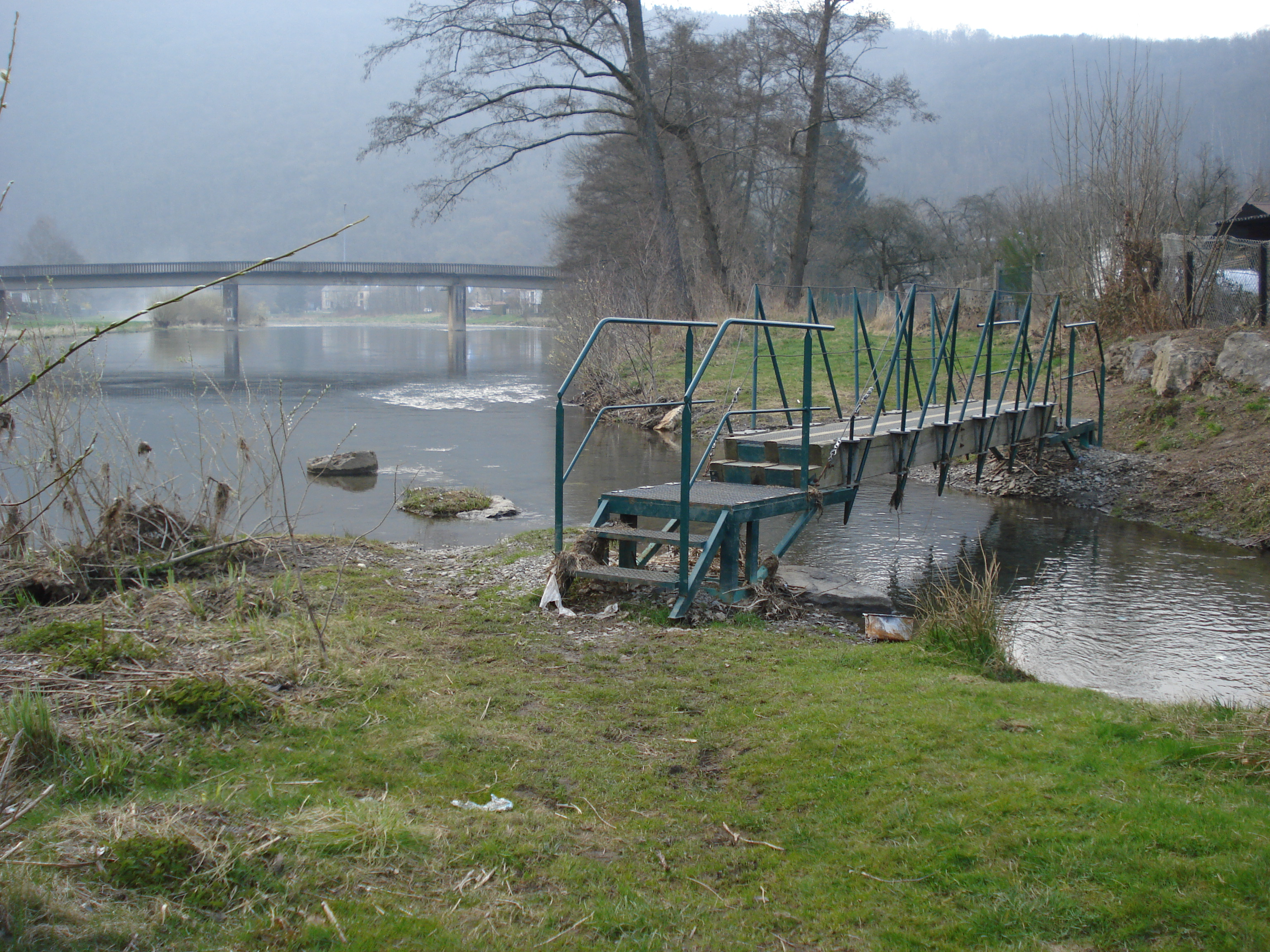
Ruisseau de Saint-Jean, confluence avec le Semoy.

### Sports
Le circuit de l'Ardennes Mega trail passe également par le territoire de cette commune.

### Personnalités liées à la commune
Élie Badré (1905-1987), sculpteur né aux Hautes-Rivières, Meilleur Ouvrier de France, élève de Paul Landowski et de Henri Bouchard. 

### Héraldique
| Blason de Les Hautes-Rivières | Blason  | Parti : au 1er de gueules à la feuille de polypode [fougère] d'or, au 2e d'azur à sept glaives versés d'or, ordonnés 2, 3 et 2. |
| Blason de Les Hautes-Rivières | Détails | Le statut officiel du blason reste à déterminer.                                                                                |